# Unió per la Majoria Presidencial de Djibouti

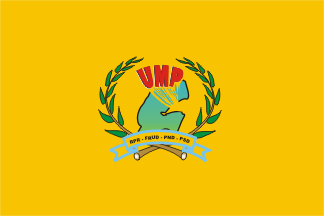
Bandera

La Unió per la Majoria Presidencial de Djibouti (Union pour la Majorité Presidentialle) és una coalició de partits polítics de Djibouti que dona suport al president Ismail Omar Guelleh. Es va formar per les eleccions del 2003, amb la unió del Reagrupament Popular pel Progrés (RPP), el Front per la Restauració de la Unitat i la Democràcia (FRUD), el Partit Nacional Democràtic (PND) i el Partit Popular Social Democràtic (PPSD), i va donar suport al president Guelleh a les eleccions presidencials del 2005. El 2008, a les eleccions generals, va obtenir una gran majoria d'escons.
La coalició utilitza una bandera groga amb el seu emblema al centre.